# Robert Forbes

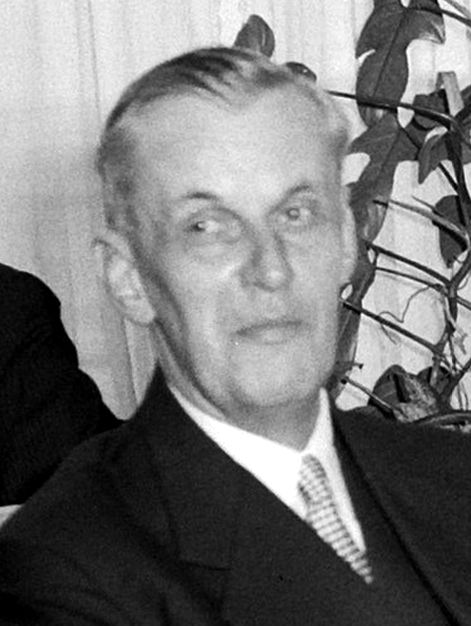
R.J. Forbes in 1959

Robert Jacobus Forbes (Breda, 21 april 1900 – Haarlem, 13 januari 1973) was een Nederlandse scheikundige, wetenschapshistoricus en hoogleraar aan de Universiteit van Amsterdam.
Na de Leidse HBS studeerde Forbes van 1917 tot 1923 scheikunde aan de Technische Hogeschool Delft. Van 1923 tot 1958 werkte hij als scheikundige bij Shell. In 1947 werd hij benoemd tot bijzonder hoogleraar in de geschiedenis van de toegepaste natuurwetenschappen en de techniek aan de Universiteit van Amsterdam. Vanaf 1959 was hij lid van de Koninklijke Nederlandse Akademie van Wetenschappen.
Als wetenschapshistoricus schreef Forbes over de geschiedenis van de techniek, met name over de aardolietechnologie in de Oudheid. Ook schreef hij een deel van het boek over Simon Stevin, waarin hij de molenbouw en het waterbouwkundig werk van Stevin beschreef. In het boek "A history of science and technology", geschreven met Eduard Dijksterhuis, wordt een synthese op het gebied van de wetenschapsgeschiedenis voorgesteld.

## Publicaties
- 1945. Wetenschap en techniek in de Oudheid, Servire, Den Haag
- 1958. Man, the maker; a history of technology and engineering, Abelard-Schuman, Londen, New York; vertaald: Mensenwerk: vijfduizend jaar techniek, 2 dln, Querido, Amsterdam, 1959
- 1960. Middeleeuwse techniek, Stichting IVIO, Amsterdam
- 1960. De wetenschap gedijt in samenspraak, Brill, Leiden
- 1963. A history of science and technology, samen met Eduard Dijksterhuis, Penguin Books, Baltimore
- 1966. The principal works of Simon Stevin.

Literatuur over Forbes
- Snelders, A.M. (1973). Forbes, Robert Jacobus (1900-1973). Biografisch Woordenboek van Nederland
- Lefebvre, E. & de Bruijn, J.G. (1972-1973). Obituary J.G. Forbes. British journal for the history of science 6: 462; DOI:10.1017/S0007087400012796
- White, L.T. Jr. (1974). Robert James Forbes (1900-1973). Technology and Culture 15(3): 438–439.
- Wittop Koning, D.A. (1975a). Levensbericht Robert James Forbes. Economisch- en sociaal-historisch jaarboek 38: 337–339.
- Wittop Koning, D.A. (1975b). Robert James Forbes. Janus 62: 217–233. Complete bibliografie op p. 221–233.
- Rupert Hall, A. (1976). Robert James Forbes (1900-1973). Archives internationales d'histore des sciences 26: 160–162.